# Tambour (Ofenbau)
Ein Tambour oder Tambur ist ein Wärmeverteiler, der im Abluftsystem eines Ofens eingesetzt werden kann, um mehr Wärme im geheizten Bereich zu behalten. Meist handelt es sich dabei um ein Bauteil aus dem gleichen Material wie das sonstige Abluftrohr (etwa Blech oder Steingut), an dessen Eingang die heiße Abluft aus dem Ofen in ein System mehrerer dünnerer Rohre umgeleitet wird und diese sodann durchströmt, bevor sie am Ausgang wieder zusammengefasst und durch das Rauchrohr oder einen Kamin ausgeleitet wird. Technisch gesehen, handelt es sich um einen Abgaswärmetauscher beziehungsweise um einen Rauchgaskühler.

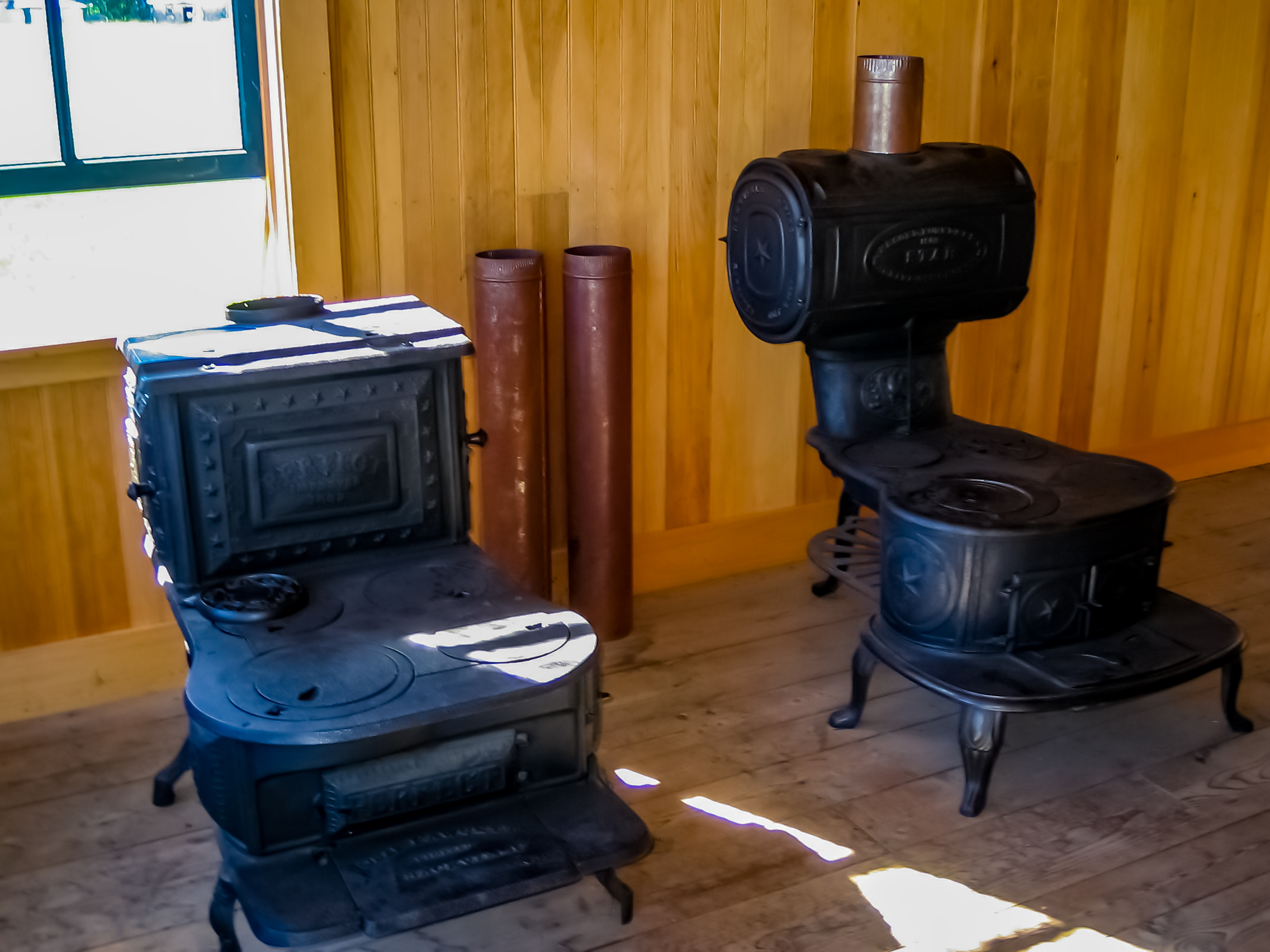
Historischer Holzofen (USA) mit Aufsatz

Ein Tambour kann auch als „Warmlufttauscher“ für das Ofenrohr bezeichnet werden, oder allgemein als „Abluft-Wärmetauscher“.
Der Einsatz eines Tambours verändert die Eigenschaften eines Ofens beim Heizen. Der Luftzug ist i. A. schwächer.
Tamboure waren zu der Zeit, als viele Räume mittels kleiner Holzöfen direkt beheizt wurden, sehr weit verbreitet und – wenn auch unter verschiedenen Namen – allgemein bekannt. Auch heute kommen sie sehr häufig vor, wo Räume direkt mit einem im Raum befindlichen Ofen beheizt werden, dessen Bauform klein ist (genauer: dessen Oberfläche klein ist) und dessen Ofenrohr eine ausreichende Strecke weit frei durch den Raum verläuft.
Sie sind insbesondere in der Schweiz als Rauchrohr oder Ofenaufsatz für Holzöfen verbreitet.